# Liste der Mitglieder der Deutschen Akademie der Naturforscher Leopoldina/1927
Die Liste der Mitglieder der Deutschen Akademie der Naturforscher Leopoldina für 1927 listet alle Personen, die im Jahr 1927 zum Mitglied berufen wurden. Insgesamt gab es 33 neu gewählte Mitglieder.

## Neu gewählte Mitglieder
| Nr. 1 | Name                   | Beiname 1 | Geboren        | Aufnahme 1 | Gestorben     | Sektion                              | Bild                      | Datenbank              |
| ----- | ---------------------- | --------- | -------------- | ---------- | ------------- | ------------------------------------ | ------------------------- | ---------------------- |
|       | Franz Aubell           |           | 21. Feb. 1878  |            | 5. Mai 1954   | Mathematik                           |                           | Franz Aubell           |
|       | Franz Boas             |           | 9. Juli 1858   |            | 21. Dez. 1942 | Anthropologie                        | Franz Boas                | Franz Boas             |
|       | Georg Bonne            |           | 12. Aug. 1859  |            | 1. Mai 1945   | Anthropologie                        |                           | Georg Heinrich Bonne   |
|       | Shoji Dohi             |           |                |            |               | Dermatologie                         |                           | Shoji Dohi             |
|       | Friedrich Emich        |           | 5. Sep. 1860   |            | 22. Jan. 1940 | Chemie                               | Büste von Friedrich Emich | Friedrich Emich        |
|       | Abraham Flexner        |           | 13. Nov. 1866  |            | 21. Sep. 1959 | Innere Medizin                       | Abraham Flexner           | Abraham Flexner        |
|       | Simon Flexner          |           | 25. März 1863  |            | 2. Mai 1946   | Pathologie                           | Simon Flexner             | Simon Flexner          |
|       | Karl Grouven           |           | 21. Jan. 1872  |            | 21. Juni 1936 | Dermatologie                         |                           | Karl Grouven           |
|       | Michael Haltenberger   |           |                |            |               | Geographie                           |                           | Michael Haltenberger   |
|       | Hata Sahachirō         |           | 23. März 1873  |            | 22. Nov. 1938 | Pathologie                           | Hata Sahachirō (rechts)   | Sahachiro Hata         |
|       | Gustav Hertz           |           | 22. Juli 1887  |            | 30. Okt. 1975 | Physik                               | Gustav Hertz              | Gustav Hertz           |
|       | Friedrich Härtel       |           | 1877           |            | 1940          | Chirurgie                            |                           | Friedrich Härtel       |
|       | Tatsukichi Irisawa     |           | 1865           |            | 1946          | Innere Medizin                       |                           | Tatsukichi Irisawa     |
|       | Kitasato Shibasaburō   |           | 29. Jan. 1853  |            | 13. Juni 1931 | Mikrobiologie und Immunologie        | Kitasato Shibasaburō      | Shibasaburo Kitasato   |
|       | George Frederick Kunz  |           | 29. Sep. 1856  |            | 29. Juni 1932 | Mikrobiologie und Immunologie        | George Frederick Kunz     | George F. Kunz         |
|       | Karl Landsteiner       |           | 14. Juni 1868  |            | 26. Juni 1943 | Pathologie                           |                           | Karl Landsteiner       |
|       | Adolf Meyer            |           | 13. Sep. 1866  |            | 17. März 1950 | Wissenschafts- und Medizingeschichte | Adolf Meyer               | Adolf Meyer            |
|       | Hayashi Miyake         |           |                |            |               | Chirurgie                            |                           | Hayashi Miyake         |
|       | Noguchi Hideyo         |           | 9. Nov. 1876   |            | 21. Mai 1928  | Pathologie                           | Noguchi Hideyo            | Hideyo Noguchi         |
|       | Alexander Paldrock     |           |                |            |               | Dermatologie                         | Noguchi Hideyo            | Alexander Paldrock     |
|       | Johannes Petersen      |           | 1860           |            | 1928          | Zoologie                             |                           | Johannes Petersen      |
|       | Richard Pfeiffer       |           | 27. März 1858  |            | 15. Sep. 1945 | Mikrobiologie und Immunologie        | Richard Pfeiffer          | Richard Pfeiffer       |
|       | Methodi Popoff         |           | 1881           |            | 1954          | Botanik                              |                           | Methodi Popoff         |
|       | Georg Prange           |           | 1. Jan. 1885   |            | 3. Feb. 1941  | Mathematik                           | Georg Prange              | Georg Prange           |
|       | Julius Ruska           |           | 9. Feb. 1867   |            | 11. Feb. 1949 | Mathematik                           |                           | Julius Ruska           |
|       | Aihiko Sata            |           | 1871           |            | 1950          | Innere Medizin                       |                           | Aihiko Sata            |
|       | Walter Schultz         |           | 1877 oder 1894 |            | 1979          | Innere Medizin                       |                           | Walter Schultz         |
|       | Shiga Kiyoshi          |           | 7. Feb. 1871   |            | 25. Jan. 1957 | Pathologie                           |                           | Kiyoshi Shiga          |
|       | Wolfgang Soergel       |           | 28. Jan. 1887  |            | 26. Juli 1946 | Geologie und Paläontologie           |                           | Wolfgang Soergel       |
|       | Hermann Thoms          |           | 20. März 1859  |            | 28. Nov. 1931 | Physiologie                          | Hermann Thoms             | Hermann Thoms          |
|       | Otto Walkhoff          |           | 23. Apr. 1860  |            | 8. Juni 1934  | Stomatologie                         |                           | Otto Walkhoff          |
|       | Harry Gideon Wells     |           | 1875           |            | 1943          | Pathologie                           |                           | Harry Gideon Wells     |
|       | Theodor von Fellenberg |           | 1881           |            | 1962          | Chemie                               |                           | Theodor von Fellenberg |